# Pachyticon brunneum
Pachyticon brunneum là một loài bọ cánh cứng trong họ Cerambycidae.